# كوينتون روس (سياسي)
كوينتون روس (بالإنجليزية: Quinton Ross)‏ هو سياسي أمريكي، ولد في 30 أكتوبر 1968 في موبيل في الولايات المتحدة. حزبياً، نشط في الحزب الديمقراطي.